# Décennie 1250 en arts plastiques
Cette page concerne les années 1250 en arts plastiques.

## Naissances
- 1255 : Lorenzo Maitani, architecte et un sculpteur italien (mort en 1330).